# Liste over Danmarks statsministre
Dette er en liste over danske statsministre og de tilsvarende embeder; konseilspræsidenter, premierministre og storkanslere. Danmarks nuværende statsminister er Mette Frederiksen, der er medlem af partiet Socialdemokratiet. Mette Frederiksen blev statsminister 27. juni 2019.
Embedet blev oprettet under enevælden, ved udnævnelsen af lensgreve Frederik Ahlefeldt til storkansler i 1676. I 1730 blev embedstitlen ændret til statsminister (geheimestatsminister). Den 22. marts 1848 ved udnævnelsen af Adam Wilhelm Moltke til premierminister blev dette den nye officielle titel hvilket også er den titel der bruges i Junigrundloven fra 1849. Titlen konseilspræsident blev dog også brugt sideløbende om premierministeren og ved Fællesforfatningen af 1855 blev det den officielle titel. Ved 1915-grundlovens ikrafttrædelse i 1918 blev titlen igen statsminister ligesom i de øvrige nordiske lande.
I sin nuværende form under det konstitutionelle monarki begynder statsministerrækken den 22. marts 1848, da Adam Wilhelm Moltke blev udnævnt til premierminister.
I det danske forfatningssystem er monarken statsoverhoved, mens statsministeren er regeringschef. I modsætning til de øvrige ministre fik regeringschefen først et eget ministerium, Statsministeriet, i 1914. Før det, og også i en årrække efter, havde regeringschefen også en post som fagminister, der varierede fra person til person. Først fra 1940'erne blev regeringschefens opgaver så omfattende, at statsministeren typisk ikke havde andre ministerier.

## Partiet
Det anførte parti eller gruppering er det som Statsministeren tilhørte og er ikke nødvendigvis det samme parti som flertallet af regeringens ministre kom fra.
De første egentlige partier i Danmark var Det forenede Venstre (stiftet 1870 af venstreorienterede grupperinger med rødder i Bondevennernes Selskab), Højre (stiftet 1881 af Nationale Godsejere, De Nationalliberale og Mellempartiet) og Socialdemokratiet (stiftet i 1878 som Socialdemokratisk Forbund). Før den tid var partierne ikke meget mere end grupperinger eller bevægelser samlet om en fælles ideologi.
- Det forenede Venstre blev splittet og samlet flere gange, men i 1905 deltes partiet endeligt i Venstre og Det Radikale Venstre
- Højre blev i 1915 afløst af Det Konservative Folkeparti
- Socialdemokratiet blev i 1919 splittet i to partier da dets venstrefløj dannede Danmarks Kommunistiske Parti (som i 1989 indgik som en del af Enhedslisten). Danmarks Kommunistiske parti blev i 1959 selv splittet i to partier da dets reformfløj dannede Socialistisk Folkeparti.

## Liste

### Under enevælden

#### Storkanslere (1676–1730)
| # | Navn                             | Billede | Tiltrædelse   | Fratrædelse      |
| - | -------------------------------- | ------- | ------------- | ---------------- |
| 1 | Frederik Ahlefeldt (1623–1686)   |         | 1676          | 7. juli 1686     |
| 2 | Conrad Reventlow (1644–1708)     |         | 7. juli 1686  | 21. juli 1708    |
| 3 | Christian Sehested (1666–1740)   |         | 21. juli 1708 | 20. juni 1721    |
| 4 | Ulrik Adolf Holstein (1664–1737) |         | 20. juni 1721 | 17. oktober 1730 |

#### Statsministre (1730–1848)
| #  | Navn                                            | Billede | Tiltrædelse        | Fratrædelse        |
| -- | ----------------------------------------------- | ------- | ------------------ | ------------------ |
| 5  | Iver Rosenkrantz (1674–1745)                    |         | 17. oktober 1730   | 12. maj 1735       |
| 6  | Johan Ludvig Holstein (1694–1763)               |         | 12. maj 1735       | 1751               |
| 7  | Johann Hartwig Ernst von Bernstorff (1712–1772) |         | 1751               | 13. september 1770 |
| 8  | Johann Friedrich Struensee (1737–1772)          |         | 13. september 1770 | 17. januar 1772    |
| 9  | Ove Høegh-Guldberg (1731–1808)                  |         | 17. januar 1772    | 14. april 1784     |
| 10 | Andreas Peter Bernstorff (1735–1797)            |         | 14. april 1784     | 21. juni 1797      |
| 11 | Christian Bernstorff (1769–1835)                |         | 21. juni 1797      | 1810               |
| 12 | Frederik Moltke (1754–1836)                     |         | 1810               | 1814               |
| 13 | Frederik Julius Kaas (1758–1827)                |         | 1814               | 1814               |
| 14 | Joachim Godske Moltke (1746–1818)               |         | 1814               | 24. august 1818    |
| 15 | Ernst Heinrich von Schimmelmann (1747–1831)     |         | 24. august 1818    | 1824               |
| 16 | Otto Joachim Moltke (1770–1853)                 |         | 1824               | 1842               |
| 17 | Poul Christian Stemann (1764–1855)              |         | 1842               | 22. marts 1848     |

### Efter enevælden (1848 og frem)
| #    | Premierministre (født-død)                              | Billede                    | Tiltrædelse        | Fratrædelse                                   | Parti                                          | Valg                      | Regering                          | Monark                   |
| ---- | ------------------------------------------------------- | -------------------------- | ------------------ | --------------------------------------------- | ---------------------------------------------- | ------------------------- | --------------------------------- | ------------------------ |
| 1    | Adam Wilhelm Moltke (1785–1864)                         |                            | 22. marts 1848     | 27. januar 1852                               | Uafhængig                                      | 1849                      | Moltke I H–N                      | Frederik 7. r. 1848–1863 |
| 1    | Adam Wilhelm Moltke (1785–1864)                         | Moltke II H                | 22. marts 1848     | 27. januar 1852                               | Uafhængig                                      | 1849                      |                                   | Frederik 7. r. 1848–1863 |
| 1    | Adam Wilhelm Moltke (1785–1864)                         | Moltke III H               | 22. marts 1848     | 27. januar 1852                               | Uafhængig                                      | 1849                      |                                   | Frederik 7. r. 1848–1863 |
| 1    | Adam Wilhelm Moltke (1785–1864)                         | Moltke IV H                | 22. marts 1848     | 27. januar 1852                               | Uafhængig                                      | 1849                      |                                   | Frederik 7. r. 1848–1863 |
| 2    | Christian Albrecht Bluhme (1794–1866)                   |                            | 27. januar 1852    | 21. april 1853                                | Højre (1848-1866)                              | 1852                      | Bluhme I H–N                      | Frederik 7. r. 1848–1863 |
| 2    | Christian Albrecht Bluhme (1794–1866)                   | februar 1853               | 27. januar 1852    | 21. april 1853                                | Højre (1848-1866)                              |                           | Bluhme I H–N                      | Frederik 7. r. 1848–1863 |
| 3    | Anders Sandøe Ørsted (1778–1860)                        |                            | 21. april 1853     | 12. december 1854                             | Uafhængig                                      | maj 1853                  | Ørsted H                          | Frederik 7. r. 1848–1863 |
| 4    | Peter Georg Bang (1797–1861)                            |                            | 12. december 1854  | 12. oktober 1855                              | Uafhængig                                      | 1854                      | Bang N                            | Frederik 7. r. 1848–1863 |
| #    | Konseilspræsident                                       | Billede                    | Tiltrædelse        | Fratrædelse                                   | Parti                                          | Valg                      | Regering                          | Frederik 7. r. 1848–1863 |
| (4)  | Peter Georg Bang (1797–1861)                            |                            | 12. oktober 1855   | 18. oktober 1856                              | Uafhængig                                      | 1855                      | Bang N                            | Frederik 7. r. 1848–1863 |
| 5    | Carl Christoffer Georg Andræ (1812–1893)                |                            | 18. oktober 1856   | 13. maj 1857                                  | Uafhængig                                      | –                         | Andræ H–N                         | Frederik 7. r. 1848–1863 |
| 6    | Carl Christian Hall (1812–1888)                         |                            | 13. maj 1857       | 2. december 1859                              | De Nationalliberale                            | –                         | Hall I N                          | Frederik 7. r. 1848–1863 |
| 6    | Carl Christian Hall (1812–1888)                         | 1858                       | 13. maj 1857       | 2. december 1859                              | De Nationalliberale                            |                           | Hall I N                          | Frederik 7. r. 1848–1863 |
| 7    | Carl Eduard Rotwitt (1812–1860)                         |                            | 2. december 1859   | 8. februar 1860                               | Bondevennernes Selskab                         | –                         | Rotwitt B                         | Frederik 7. r. 1848–1863 |
| -    | Carl Frederik Blixen Finecke (1822–1873) (Konstitueret) |                            | 8. februar 1860    | 24. februar 1860                              | Uafhængig                                      | –                         | Rotwitt B                         | Frederik 7. r. 1848–1863 |
| (6)  | Carl Christian Hall (1812–1888)                         |                            | 24. februar 1860   | 31. december 1863                             | De Nationalliberale                            | 1861                      | Hall II H                         | Frederik 7. r. 1848–1863 |
| (6)  | Carl Christian Hall (1812–1888)                         | Christian 9. r. 1863–1906  | 24. februar 1860   | 31. december 1863                             | De Nationalliberale                            | 1861                      | Hall II H                         |                          |
| 8    | Ditlev Gothard Monrad (1811–1887)                       |                            | 31. december 1863  | 11. juli 1864                                 | Nationale Godsejere                            | –                         | Monrad N                          |                          |
| (2)  | Christian Albrecht Bluhme (1794–1866)                   |                            | 11. juli 1864      | 6. november 1865                              | Højre (1848-1866)                              | 1864                      | Bluhme II H                       |                          |
| 9    | Christian Emil Frijs (1817–1896)                        |                            | 6. november 1865   | 28. maj 1870                                  | Nationale Godsejere                            | juni 1866                 | Frijs NG 1865–1866 NG–N 1866–1870 |                          |
| 9    | Christian Emil Frijs (1817–1896)                        | oktober 1866               | 6. november 1865   | 28. maj 1870                                  | Nationale Godsejere                            |                           | Frijs NG 1865–1866 NG–N 1866–1870 |                          |
| 9    | Christian Emil Frijs (1817–1896)                        | 1869                       | 6. november 1865   | 28. maj 1870                                  | Nationale Godsejere                            |                           | Frijs NG 1865–1866 NG–N 1866–1870 |                          |
| 10   | Ludvig Holstein-Holsteinborg (1815–1892)                |                            | 28. maj 1870       | 14. juli 1874                                 | Uafhængig                                      | 1872                      | Holstein-HolsteinborgNG–N         |                          |
| 10   | Ludvig Holstein-Holsteinborg (1815–1892)                | 1873                       | 28. maj 1870       | 14. juli 1874                                 | Uafhængig                                      |                           | Holstein-HolsteinborgNG–N         |                          |
| 11   | Christen Andreas Fonnesbech (1817–1880)                 |                            | 14. juli 1874      | 11. juni 1875                                 | Nationale Godsejere                            | –                         | Fonnesbech NG–N                   |                          |
| 12   | Jacob Brønnum Scavenius Estrup (1825–1913)              |                            | 11. juni 1875      | 7. august 1894                                | Nationale Godsejere/Højre                      | 1876                      | Estrup NG 1875–1881 H 1881–1894   |                          |
| 12   | Jacob Brønnum Scavenius Estrup (1825–1913)              | 1879                       | 11. juni 1875      | 7. august 1894                                | Nationale Godsejere/Højre                      |                           | Estrup NG 1875–1881 H 1881–1894   |                          |
| 12   | Jacob Brønnum Scavenius Estrup (1825–1913)              | maj 1881                   | 11. juni 1875      | 7. august 1894                                | Nationale Godsejere/Højre                      |                           | Estrup NG 1875–1881 H 1881–1894   |                          |
| 12   | Jacob Brønnum Scavenius Estrup (1825–1913)              | juli 1881                  | 11. juni 1875      | 7. august 1894                                | Nationale Godsejere/Højre                      |                           | Estrup NG 1875–1881 H 1881–1894   |                          |
| 12   | Jacob Brønnum Scavenius Estrup (1825–1913)              | 1884                       | 11. juni 1875      | 7. august 1894                                | Nationale Godsejere/Højre                      |                           | Estrup NG 1875–1881 H 1881–1894   |                          |
| 12   | Jacob Brønnum Scavenius Estrup (1825–1913)              | 1887                       | 11. juni 1875      | 7. august 1894                                | Nationale Godsejere/Højre                      |                           | Estrup NG 1875–1881 H 1881–1894   |                          |
| 12   | Jacob Brønnum Scavenius Estrup (1825–1913)              | 1890                       | 11. juni 1875      | 7. august 1894                                | Nationale Godsejere/Højre                      |                           | Estrup NG 1875–1881 H 1881–1894   |                          |
| 12   | Jacob Brønnum Scavenius Estrup (1825–1913)              | 1892                       | 11. juni 1875      | 7. august 1894                                | Nationale Godsejere/Højre                      |                           | Estrup NG 1875–1881 H 1881–1894   |                          |
| 13   | Tage Reedtz-Thott (1839–1923)                           |                            | 7. august 1894     | 23. maj 1897                                  | Højre                                          | 1895                      | Reedtz-Thott H                    |                          |
| 14   | Hugo Egmont Hørring (1842–1909)                         |                            | 23. maj 1897       | 27. april 1900                                | Højre                                          | 1898                      | Hørring H                         |                          |
| 15   | Hannibal Sehested (1842–1924)                           |                            | 27. april 1900     | 24. juli 1901                                 | Højre                                          | –                         | Sehested H                        |                          |
| 16   | Johan Henrik Deuntzer (1845–1918)                       |                            | 24. juli 1901      | 14. januar 1905                               | Venstre                                        | 1901                      | Deuntzer V                        |                          |
| 16   | Johan Henrik Deuntzer (1845–1918)                       | 1903                       | 24. juli 1901      | 14. januar 1905                               | Venstre                                        |                           | Deuntzer V                        |                          |
| 17   | Jens Christian Christensen (1856–1930)                  |                            | 14. januar 1905    | 12. oktober 1908                              | Venstre                                        | 1906                      | Christensen I V                   |                          |
| 17   | Jens Christian Christensen (1856–1930)                  |                            | 14. januar 1905    | 12. oktober 1908                              | Venstre                                        | 1906                      | Christensen II V                  | Frederik 8. r. 1906–1912 |
| 18   | Niels Neergaard (1854–1936)                             |                            | 12. oktober 1908   | 16. august 1909                               | Venstre                                        |                           | Neergaard I V                     | Frederik 8. r. 1906–1912 |
| 19   | Ludvig Holstein-Ledreborg (1839–1912)                   |                            | 16. august 1909    | 28. oktober 1909                              | Venstre                                        | 1909                      | Holstein-Ledreborg V              | Frederik 8. r. 1906–1912 |
| 20   | Carl Theodor Zahle (1866–1946)                          |                            | 28. oktober 1909   | 5. juli 1910                                  | Radikale Venstre                               | –                         | Zahle I R                         | Frederik 8. r. 1906–1912 |
| 21   | Klaus Berntsen (1844–1927)                              |                            | 5. juli 1910       | 21. juni 1913                                 | Venstre                                        | 1910                      | Berntsen V                        | Frederik 8. r. 1906–1912 |
| 21   | Klaus Berntsen (1844–1927)                              | Christian 10. r. 1912–1947 | 5. juli 1910       | 21. juni 1913                                 | Venstre                                        | 1910                      | Berntsen V                        |                          |
| (20) | Carl Theodor Zahle (1866–1946)                          |                            | 21. juni 1913      | 20. april 1918                                | Radikale Venstre                               | 1913                      | Zahle II R                        |                          |
| (20) | Carl Theodor Zahle (1866–1946)                          | 1915                       | 21. juni 1913      | 20. april 1918                                | Radikale Venstre                               |                           | Zahle II R                        |                          |
| #    | Statsminister                                           | Billede                    | Tiltrædelse        | Fratrædelse                                   | Parti                                          | Valg                      | Regering                          |                          |
| (20) | Carl Theodor Zahle (1866–1946)                          |                            | 20. april 1918     | 30. marts 1920                                | Radikale Venstre                               | 1918                      | Zahle II R                        |                          |
| 22   | Otto Liebe (1860–1929)                                  |                            | 30. marts 1920     | 5. april 1920                                 | Upolitisk                                      | –                         | Liebe UFG                         |                          |
| 23   | Michael Petersen Friis (1857–1944)                      |                            | 5. april 1920      | 5. maj 1920                                   | Upolitisk                                      | –                         | Friis UFG                         |                          |
| (18) | Niels Neergaard (1854–1936)                             |                            | 5. maj 1920        | 23. april 1924                                | Venstre                                        | april 1920                | Neergaard II V                    |                          |
| (18) | Niels Neergaard (1854–1936)                             | juli 1920                  | 5. maj 1920        | 23. april 1924                                | Venstre                                        |                           | Neergaard II V                    |                          |
| (18) | Niels Neergaard (1854–1936)                             | september 1920             | 5. maj 1920        | 23. april 1924                                | Venstre                                        | Neergaard III V           |                                   |                          |
| 24   | Thorvald Stauning (1873–1942)                           |                            | 23. april 1924     | 14. december 1926                             | Socialdemokratiet                              | 1924                      | Stauning I S                      |                          |
| 25   | Thomas Madsen-Mygdal (1876–1943)                        |                            | 14. december 1926  | 30. april 1929                                | Venstre                                        | 1926                      | Madsen-Mygdal V                   |                          |
| (24) | Thorvald Stauning (1873–1942)                           |                            | 30. april 1929     | 3. maj 1942                                   | Socialdemokratiet                              | 1929                      | Stauning II S–R                   |                          |
| (24) | Thorvald Stauning (1873–1942)                           | 1932                       | 30. april 1929     | 3. maj 1942                                   | Socialdemokratiet                              | Stauning III S–R          |                                   |                          |
| (24) | Thorvald Stauning (1873–1942)                           | 1935                       | 30. april 1929     | 3. maj 1942                                   | Socialdemokratiet                              | Stauning IV S–R           |                                   |                          |
| (24) | Thorvald Stauning (1873–1942)                           | 1939                       | 30. april 1929     | 3. maj 1942                                   | Socialdemokratiet                              | Stauning V S–V–K–R        |                                   |                          |
| (24) | Thorvald Stauning (1873–1942)                           | 1939                       | 30. april 1929     | 3. maj 1942                                   | Socialdemokratiet                              | Stauning VI S–V–K–R       |                                   |                          |
| 26   | Vilhelm Buhl (1881–1954)                                | 1939                       |                    | 4. maj 1942                                   | 9. november 1942                               | Socialdemokratiet         | Buhl I S–V–K–R                    |                          |
| 27   | Erik Scavenius (1877–1962)                              |                            | 9. november 1942   | 29. august 1943 (reelt) 5. maj 1945 (formelt) | Uafhængig (radikal politiker indtil 1930'erne) | 1943                      | Scavenius S–V–K–R                 |                          |
| (26) | Vilhelm Buhl (1881–1954)                                |                            | 5. maj 1945        | 7. november 1945                              | Socialdemokratiet                              | –                         | Buhl II S–V–K–R–DS–DKP            |                          |
| 28   | Knud Kristensen (1880–1962)                             |                            | 7. november 1945   | 13. november 1947                             | Venstre                                        | 1945                      | Kristensen V                      |                          |
| 28   | Knud Kristensen (1880–1962)                             | Frederik 9. r. 1947–1972   | 7. november 1945   | 13. november 1947                             | Venstre                                        | 1945                      | Kristensen V                      |                          |
| 29   | Hans Hedtoft (1903–1955)                                |                            | 13. november 1947  | 30. oktober 1950                              | Socialdemokratiet                              | 1947                      | Hedtoft I S                       |                          |
| 29   | Hans Hedtoft (1903–1955)                                | 1950                       | 13. november 1947  | 30. oktober 1950                              | Socialdemokratiet                              | Hedtoft II S              |                                   |                          |
| 30   | Erik Eriksen (1902–1972)                                | 1950                       |                    | 30. oktober 1950                              | 30. september 1953                             | Venstre                   | Eriksen V–K                       |                          |
| 30   | Erik Eriksen (1902–1972)                                | april 1953                 |                    | 30. oktober 1950                              | 30. september 1953                             | Venstre                   | Eriksen V–K                       |                          |
| (29) | Hans Hedtoft (1903–1955)                                |                            | 30. september 1953 | 29. januar 1955                               | Socialdemokratiet                              | september 1953            | Hedtoft III S                     |                          |
| 31   | Hans Christian Hansen (1906–1960)                       |                            | 1. februar 1955    | 19. februar 1960                              | Socialdemokratiet                              | 1957                      | Hansen I S                        |                          |
| 31   | Hans Christian Hansen (1906–1960)                       | Hansen II S–R–RF           | 1. februar 1955    | 19. februar 1960                              | Socialdemokratiet                              | 1957                      |                                   |                          |
| 32   | Viggo Kampmann (1910–1976)                              |                            | 21. februar 1960   | 3. september 1962                             | Socialdemokratiet                              | 1960                      | Kampmann I S–R–RF                 |                          |
| 32   | Viggo Kampmann (1910–1976)                              | Kampmann II S–R            | 21. februar 1960   | 3. september 1962                             | Socialdemokratiet                              | 1960                      |                                   |                          |
| 33   | Jens Otto Krag (1914–1978)                              |                            | 3. september 1962  | 2. februar 1968                               | Socialdemokratiet                              | 1962                      | Krag I S–R                        |                          |
| 33   | Jens Otto Krag (1914–1978)                              | 1964                       | 3. september 1962  | 2. februar 1968                               | Socialdemokratiet                              | Krag II S                 |                                   |                          |
| 34   | Hilmar Baunsgaard (1920–1989)                           |                            | 2. februar 1968    | 11. oktober 1971                              | Radikale Venstre                               | 1968                      | Baunsgaard R–K–V                  |                          |
| (33) | Jens Otto Krag (1914–1978)                              |                            | 11. oktober 1971   | 3. oktober 1972                               | Socialdemokratiet                              | 1971                      | Krag III S                        |                          |
| (33) | Jens Otto Krag (1914–1978)                              | Margrethe 2. r. 1972–2024  | 11. oktober 1971   | 3. oktober 1972                               | Socialdemokratiet                              | 1971                      | Krag III S                        |                          |
| 35   | Anker Jørgensen (1922–2016)                             | Anker Jørgensen            | 5. oktober 1972    | 19. december 1973                             | Socialdemokratiet                              |                           | Jørgensen I S                     |                          |
| 36   | Poul Hartling (1914–2000)                               |                            | 19. december 1973  | 13. februar 1975                              | Venstre                                        | 1973                      | Hartling V                        |                          |
| (35) | Anker Jørgensen (1922–2016)                             |                            | 13. februar 1975   | 10. september 1982                            | Socialdemokratiet                              | 1975                      | Jørgensen II S                    |                          |
| (35) | Anker Jørgensen (1922–2016)                             | 1977                       | 13. februar 1975   | 10. september 1982                            | Socialdemokratiet                              | Jørgensen III S–V         |                                   |                          |
| (35) | Anker Jørgensen (1922–2016)                             | 1979                       | 13. februar 1975   | 10. september 1982                            | Socialdemokratiet                              | Jørgensen IV S            |                                   |                          |
| (35) | Anker Jørgensen (1922–2016)                             | 1981                       | 13. februar 1975   | 10. september 1982                            | Socialdemokratiet                              | Jørgensen V S             |                                   |                          |
| 37   | Poul Schlüter (1929–2021)                               |                            | 10. september 1982 | 25. januar 1993                               | Det Konservative Folkeparti                    | 1984                      | Schlüter I K–V–CD–KrF             |                          |
| 37   | Poul Schlüter (1929–2021)                               | 1987                       | 10. september 1982 | 25. januar 1993                               | Det Konservative Folkeparti                    | Schlüter II K–V–CD–KrF    |                                   |                          |
| 37   | Poul Schlüter (1929–2021)                               | 1988                       | 10. september 1982 | 25. januar 1993                               | Det Konservative Folkeparti                    | Schlüter III K–V–R        |                                   |                          |
| 37   | Poul Schlüter (1929–2021)                               | 1990                       | 10. september 1982 | 25. januar 1993                               | Det Konservative Folkeparti                    | Schlüter IV K–V           |                                   |                          |
| 38   | Poul Nyrup Rasmussen (1943–)                            |                            | 25. januar 1993    | 27. november 2001                             | Socialdemokratiet                              | –                         | Nyrup Rasmussen I S–CD–R–KrF      |                          |
| 38   | Poul Nyrup Rasmussen (1943–)                            | 1994                       | 25. januar 1993    | 27. november 2001                             | Socialdemokratiet                              | Nyrup Rasmussen II S–CD–R |                                   |                          |
| 38   | Poul Nyrup Rasmussen (1943–)                            | 1994                       | 25. januar 1993    | 27. november 2001                             | Socialdemokratiet                              | Nyrup Rasmussen III S–R   |                                   |                          |
| 38   | Poul Nyrup Rasmussen (1943–)                            | 1998                       | 25. januar 1993    | 27. november 2001                             | Socialdemokratiet                              | Nyrup Rasmussen IV S–R    |                                   |                          |
| 39   | Anders Fogh Rasmussen (1953–)                           |                            | 27. november 2001  | 5. april 2009                                 | Venstre                                        | 2001                      | Fogh Rasmussen I V–K              |                          |
| 39   | Anders Fogh Rasmussen (1953–)                           | 2005                       | 27. november 2001  | 5. april 2009                                 | Venstre                                        | Fogh Rasmussen II V–K     |                                   |                          |
| 39   | Anders Fogh Rasmussen (1953–)                           | 2007                       | 27. november 2001  | 5. april 2009                                 | Venstre                                        | Fogh Rasmussen III V–K    |                                   |                          |
| 40   | Lars Løkke Rasmussen (1964–)                            |                            | 5. april 2009      | 3. oktober 2011                               | Venstre                                        | –                         | Løkke Rasmussen I V–K             |                          |
| 41   | Helle Thorning-Schmidt (1966–)                          |                            | 3. oktober 2011    | 28. juni 2015                                 | Socialdemokratiet                              | 2011                      | Thorning-Schmidt I S–R–SF         |                          |
| 41   | Helle Thorning-Schmidt (1966–)                          | Thorning-Schmidt II S–R    | 3. oktober 2011    | 28. juni 2015                                 | Socialdemokratiet                              | 2011                      |                                   |                          |
| (40) | Lars Løkke Rasmussen (1964–)                            |                            | 28. juni 2015      | 27. juni 2019                                 | Venstre                                        | 2015                      | Løkke Rasmussen II V              |                          |
| (40) | Lars Løkke Rasmussen (1964–)                            | Løkke Rasmussen III V–LA–K | 28. juni 2015      | 27. juni 2019                                 | Venstre                                        | 2015                      |                                   |                          |
| 42   | Mette Frederiksen (1977–)                               |                            | 27. juni 2019      |                                               | Socialdemokratiet                              | 2019                      | Frederiksen I S                   |                          |
| 42   | Mette Frederiksen (1977–)                               | 2022                       | 27. juni 2019      | Frederiksen II S–V–M                          | Socialdemokratiet                              |                           |                                   |                          |
| 42   | Mette Frederiksen (1977–)                               | 2022                       | 27. juni 2019      | Frederiksen II S–V–M                          | Socialdemokratiet                              | Frederik 10. r. 2024–     |                                   |                          |

## Liste over danske statsministre efter længde på embedsperiode (1848-)
I kolonnen "periode" forstås antal adskilte perioder og ikke hvor mange gange den pågældende statsminister er blevet genvalgt. Dette ses i kolonnen "antal valg".
| Rang | Statsminister                  | Længde på embedsperiode | Perioder | Antal valg | Parti                       |
| ---- | ------------------------------ | ----------------------- | -------- | ---------- | --------------------------- |
| 17   | Adam Wilhelm Moltke            | 3 år og 311 dage        | 1        | 1          | Uafhængig                   |
| 26   | Christian Albrecht Bluhme      | 2 år og 202 dage        | 2        | 3          | Højre (1848-1866)           |
| 34   | Anders Sandøe Ørsted           | 1 år 235 dage           | 1        | 1          | Uafhængig                   |
| 30   | Peter Georg Bang               | 1 år og 311 dage        | 1        | 2          | Uafhængig                   |
| 37   | Carl Christoffer Georg Andræ   | 0 år og 207 dage        | 1        | 0          | Uafhængig                   |
| 9    | Carl Christian Hall            | 6 år og 148 dage        | 2        | 2          | De Nationalliberale         |
| 40   | Carl Eduard Rotwitt            | 0 år og 68 dage         | 1        | 0          | Bondevennernes Selskab      |
| 38   | Ditlev Gothard Monrad          | 0 år og 193 dage        | 1        | 0          | Nationale Godsejere         |
| 14   | Christian Emil Frijs           | 4 år og 203 dage        | 1        | 3          | Nationale Godsejere         |
| 16   | Ludvig Holstein-Holsteinborg   | 4 år og 47 dage         | 1        | 2          | Uafhængig                   |
| 35   | Christen Andreas Fonnesbech    | 0 år og 332 dage        | 1        | 0          | Nationale Godsejere         |
| 1    | Jacob Brønnum Scavenius Estrup | 19 år og 57 dage        | 1        | 7          | Nationale Godsejere/Højre   |
| 25   | Tage Reedtz-Thott              | 2 år og 289 dage        | 1        | 1          | Højre                       |
| 23   | Hugo Egmont Hørring            | 2 år og 339 dage        | 1        | 1          | Højre                       |
| 31   | Hannibal Sehested              | 1 år og 88 dage         | 1        | 0          | Højre                       |
| 21   | Johan Henrik Deuntzer          | 3 år og 174 dage        | 1        | 2          | Venstre                     |
| 18   | Jens Christian Christensen     | 3 år og 272 dage        | 1        | 1          | Venstre                     |
| 13   | Niels Neergaard                | 4 år og 297 dage        | 2        | 3          | Venstre                     |
| 39   | Ludvig Holstein-Ledreborg      | 0 år og 73 dage         | 1        | 1          | Venstre                     |
| 6    | Carl Theodor Zahle             | 7 år og 229 dage        | 2        | 3          | Radikale Venstre            |
| 22   | Klaus Berntsen                 | 2 år og 351 dage        | 1        | 1          | Venstre                     |
| 42   | Otto Liebe                     | 0 år og 6 dage          | 1        | 0          | Upolitisk                   |
| 41   | Michael Petersen Friis         | 0 år og 30 dage         | 1        | 0          | Upolitisk                   |
| 2    | Thorvald Stauning              | 15 år og 238 dage       | 2        | 6          | Socialdemokratiet           |
| 28   | Thomas Madsen-Mygdal           | 2 år og 137 dage        | 1        | 1          | Venstre                     |
| 33   | Vilhelm Buhl                   | 1 år og 11 dage         | 2        | 0          | Socialdemokratiet           |
| 36   | Erik Scavenius                 | 0 år og 292 dage        | 1        | 1          | Uafhængig                   |
| 29   | Knud Kristensen                | 2 år og 6 dage          | 1        | 1          | Venstre                     |
| 15   | Hans Hedtoft                   | 4 år og 107 dage        | 2        | 2          | Socialdemokratiet           |
| 24   | Erik Eriksen                   | 2 år og 335 dage        | 1        | 2          | Venstre                     |
| 12   | Hans Christian Hansen          | 5 år og 21 dage         | 1        | 1          | Socialdemokratiet           |
| 27   | Viggo Kampmann                 | 2 år og 196 dage        | 1        | 1          | Socialdemokratiet           |
| 10   | Jens Otto Krag                 | 6 år og 145 dage        | 2        | 3          | Socialdemokratiet           |
| 20   | Hilmar Baunsgaard              | 3 år og 251 dage        | 1        | 1          | Radikale Venstre            |
| 5    | Anker Jørgensen                | 8 år og 283 dage        | 2        | 4          | Socialdemokratiet           |
| 32   | Poul Hartling                  | 1 år og 56 dage         | 1        | 1          | Venstre                     |
| 3    | Poul Schlüter                  | 10 år og 137 dage       | 1        | 4          | Det Konservative Folkeparti |
| 4    | Poul Nyrup Rasmussen           | 8 år og 306 dage        | 1        | 2          | Socialdemokratiet           |
| 7    | Anders Fogh Rasmussen          | 7 år og 129 dage        | 1        | 3          | Venstre                     |
| 8    | Lars Løkke Rasmussen           | 6 år og 180 dage        | 2        | 1          | Venstre                     |
| 19   | Helle Thorning-Schmidt         | 3 år og 268 dage        | 1        | 1          | Socialdemokratiet           |
| 11   | Mette Frederiksen              | 6 år og 31 dage         |          | 2          | Socialdemokratiet           |

## Liste over danske statsministre efter alder
I denne liste over statsministre i Danmark efter alder vises alderen for hver statsminister på tidspunktet for;
- den pågældendes tiltrædelse
- den pågældendes fratrædelse
- den pågældendes død
Ved nulevende statsministre, beregnes deres levetid og levetid efter fratrædelse af statsministerembedet, frem til den 28. juli 2025
| Nr.  | Statsminister                  | Potræt          | Født               | Alder ved tiltrædelse                  | Alder ved fratrædelse                  | Levetid efter embedsperiode | Levetid            | Levetid           |
| Nr.  | Statsminister                  | Potræt          | Født               | Alder ved tiltrædelse                  | Alder ved fratrædelse                  | Levetid efter embedsperiode | Døde den           | Alder             |
| ---- | ------------------------------ | --------------- | ------------------ | -------------------------------------- | -------------------------------------- | --------------------------- | ------------------ | ----------------- |
| 1    | Adam Wilhelm Moltke            |                 | 25. august 1785    | 62 år og 210 dage (22. marts 1848)     | 66 år og 155 dage (27. januar 1852)    | 12 år og 19 dage            | 15. februar 1864   | 78 år og 174 dage |
| 2    | Christian Albrecht Bluhme      |                 | 27. december 1794  | 57 år og 31 dage (27. januar 1852)     | 58 år og 115 dage (21. april 1853)     | 11 år og 81 dage            | 16. december 1866  | 71 år og 354 dage |
| 3    | Anders Sandøe Ørsted           |                 | 21. december 1778  | 74 år og 121 dage (21. april 1853)     | 75 år og 356 dage (12. december 1854)  | 5 år og 141 dage            | 1. maj 1860        | 81 år og 132 dage |
| 4    | Peter Georg Bang               |                 | 7. oktober 1797    | 57 år og 66 dage (12. december 1854)   | 59 år og 11 dage (18. oktober 1856)    | 4 år og 166 dage            | 2. april 1861      | 63 år og 177 dage |
| 5    | Carl Christoffer Georg Andræ   |                 | 14. oktober 1812   | 44 år og 4 dage (18. oktober 1856)     | 44 år og 211 dage (13. maj 1857)       | 35 år og 265 dage           | 2. februar 1893    | 80 år og 111 dage |
| 6    | Carl Christian Hall            |                 | 25. februar 1812   | 45 år og 77 dage (13. maj 1857)        | 47 år og 280 dage (2. december 1859)   | 0 år og 84 dage             | 14. august 1888    | 76 år og 171 dage |
| 7    | Carl Eduard Rotwitt            |                 | 2. marts 1812      | 47 år og 275 dage (2. december 1859)   | 47 år og 343 dage (8. februar 1860)    | 0 år og 0 dage              | 8. februar 1860    | 47 år og 343 dage |
| (6)  | Carl Christian Hall            |                 | 25. februar 1812   | 47 år og 364 dage (24. februar 1860)   | 51 år og 309 dage (31. december 1863)  | 24 år og 227 dage           | 14. august 1888    | 76 år og 171 dage |
| 8    | Ditlev Gothard Monrad          |                 | 24. november 1811  | 52 år og 37 dage (31. december 1863)   | 52 år og 230 dage (11. juli 1864)      | 22 år og 260 dage           | 28. marts 1887     | 75 år og 124 dage |
| (2)  | Christian Albrecht Bluhme      |                 | 27. december 1794  | 69 år og 197 dage (11. juli 1864)      | 70 år og 314 dage (6. november 1865)   | 1 år og 40 dage             | 16. december 1866  | 71 år og 354 dage |
| 9    | Christian Emil Frijs           |                 | 8. december 1817   | 47 år og 333 dage (6. november 1865)   | 52 år og 171 dage (28. maj 1870)       | 26 år og 137 dage           | 12. oktober 1896   | 78 år og 309 dage |
| 10   | Ludvig Holstein-Holsteinborg   |                 | 18. juli 1815      | 54 år og 314 dage (28. maj 1870)       | 58 år og 361 dage (14. juli 1874)      | 17 år og 289 dage           | 28. april 1892     | 76 år og 285 dage |
| 11   | Christen Andreas Fonnesbech    |                 | 7. juli 1817       | 57 år og 7 dage (14. juli 1874)        | 57 år og 339 dage (11. juni 1875)      | 4 år og 341 dage            | 17. maj 1880       | 62 år og 315 dage |
| 12   | Jacob Brønnum Scavenius Estrup |                 | 16. april 1825     | 50 år og 56 dage (11. juni 1875)       | 69 år og 113 dage (7. august 1894)     | 19 år og 139 dage           | 24. december 1913  | 88 år og 252 dage |
| 13   | Tage Reedtz-Thott              |                 | 13. marts 1839     | 55 år og 147 dage (7. august 1894)     | 58 år og 71 dage (23. maj 1897)        | 26 år og 188 dage           | 27. november 1923  | 84 år og 259 dage |
| 14   | Hugo Egmont Hørring            |                 | 17. august 1842    | 54 år og 279 dage (23. maj 1897)       | 57 år og 253 dage (27. april 1900)     | 8 år og 292 dage            | 13. februar 1909   | 66 år og 180 dage |
| 15   | Hannibal Sehested              |                 | 16. november 1842  | 57 år og 162 dage (27. april 1900)     | 58 år og 250 dage (24. juli 1901)      | 23 år og 57 dage            | 19. september 1924 | 81 år og 308 dage |
| 16   | Johan Henrik Deuntzer          |                 | 20. maj 1845       | 56 år og 65 dage (24. juli 1901)       | 59 år og 239 dage (14. januar 1905)    | 13 år og 306 dage           | 16. november 1918  | 73 år og 180 dage |
| 17   | Jens Christian Christensen     |                 | 21. november 1856  | 48 år og 54 dage (14. januar 1905)     | 51 år og 326 dage (12. oktober 1908)   | 22 år og 68 dage            | 19. december 1930  | 74 år og 28 dage  |
| 18   | Niels Neergaard                |                 | 27. juni 1854      | 54 år og 107 dage (12. oktober 1908)   | 55 år og 50 dage (16. august 1909)     | 10 år og 263 dage           | 2. september 1936  | 82 år og 67 dage  |
| 19   | Ludvig Holstein-Ledreborg      |                 | 10. juni 1839      | 70 år og 67 dage (16. august 1909)     | 70 år og 140 dage (28. oktober 1909)   | 2 år og 125 dage            | 1. marts 1912      | 72 år og 265 dage |
| 20   | Carl Theodor Zahle             |                 | 19. januar 1866    | 43 år og 282 dage (28. oktober 1909)   | 44 år og 167 dage (5. juli 1910)       | 2 år og 351 dage            | 3. februar 1946    | 80 år og 15 dage  |
| 21   | Klaus Berntsen                 |                 | 12. juni 1844      | 66 år og 23 dage (5. juli 1910)        | 69 år og 9 dage (21. juni 1913)        | 13 år og 279 dage           | 27. marts 1927     | 82 år og 288 dage |
| (20) | Carl Theodor Zahle             |                 | 19. januar 1866    | 47 år og 153 dage (21. juni 1913)      | 54 år og 71 dage (30. marts 1920)      | 25 år og 310 dage           | 3. februar 1946    | 80 år og 15 dage  |
| 22   | Otto Liebe                     |                 | 24. maj 1860       | 59 år og 311 dage (30. marts 1920)     | 59 år og 317 dage (5. april 1920)      | 8 år og 350 dage            | 21. marts 1929     | 68 år og 301 dage |
| 23   | Michael Petersen Friis         |                 | 22. oktober 1857   | 62 år og 166 dage (5. april 1920)      | 62 år og 196 dage (5. maj 1920)        | 23 år og 351 dage           | 20. april 1944     | 86 år og 181 dage |
| (18) | Niels Neergaard                |                 | 27. juni 1854      | 65 år og 313 dage (5. maj 1920)        | 69 år og 301 dage (23. april 1924)     | 12 år og 132 dage           | 2. september 1936  | 82 år og 67 dage  |
| 24   | Thorvald Stauning              |                 | 26. oktober 1873   | 50 år og 180 dage (23. april 1924)     | 53 år og 49 dage (14. december 1926)   | 2 år og 137 dage            | 3. maj 1942        | 68 år og 189 dage |
| 25   | Thomas Madsen-Mygdal           |                 | 24. december 1876  | 49 år og 355 dage (14. december 1926)  | 52 år og 127 dage (14. december 1926)  | 13 år og 299 dage           | 23. februar 1943   | 66 år og 61 dage  |
| (24) | Thorvald Stauning              |                 | 26. oktober 1873   | 55 år og 186 dage (30. april 1929)     | 68 år og 189 dage (3. maj 1942)        | 0 år og 0 dage              | 3. maj 1942        | 68 år og 189 dage |
| 26   | Vilhelm Buhl                   |                 | 16. oktober 1881   | 60 år og 200 dage (4. maj 1942)        | 61 år og 24 dage (9. november 1942)    | 2 år og 177 dage            | 18. december 1954  | 73 år og 63 dage  |
| 27   | Erik Scavenius                 |                 | 13. juni 1877      | 65 år og 149 dage (9. november 1942)   | 66 år og 77 dage (29. august 1943)     | 19 år og 92 dage            | 29. november 1962  | 85 år og 169 dage |
| (26) | Vilhelm Buhl                   |                 | 16. oktober 1881   | 63 år og 201 dage (5. maj 1945)        | 64 år og 22 dage (7. november 1945)    | 9 år og 41 dage             | 18. december 1954  | 73 år og 63 dage  |
| 28   | Knud Kristensen                |                 | 26. oktober 1880   | 65 år og 12 dage (7. november 1945)    | 67 år og 18 dage (13. november 1947)   | 14 år og 320 dage           | 29. september 1962 | 81 år og 338 dage |
| 29   | Hans Hedtoft                   |                 | 21. april 1903     | 44 år og 206 dage (13. november 1947)  | 47 år og 192 dage (30. oktober 1950)   | 2 år og 335 dage            | 29. januar 1955    | 51 år og 283 dage |
| 30   | Erik Eriksen                   |                 | 20. november 1902  | 47 år og 344 dage (30. oktober 1950)   | 50 år og 314 dage (30. september 1953) | 19 år og 7 dage             | 7. oktober 1972    | 69 år og 322 dage |
| (29) | Hans Hedtoft                   |                 | 21. april 1903     | 50 år og 162 dage (30. september 1953) | 51 år og 283 dage (29. januar 1955)    | 0 år og 0 dage              | 29. januar 1955    | 51 år og 283 dage |
| 31   | Hans Christian Hansen          |                 | 8. november 1906   | 48 år og 85 dage (1. februar 1955)     | 53 år og 103 dage (19. februar 1960)   | 0 år og 0 dage              | 19. februar 1960   | 53 år og 103 dage |
| 32   | Viggo Kampmann                 |                 | 21. juli 1910      | 53 år og 105 dage (21. februar 1960)   | 55 år og 299 dage (3. september 1962)  | 13 år og 273 dage           | 3. juni 1976       | 65 år og 317 dage |
| 33   | Jens Otto Krag                 |                 | 15. september 1914 | 47 år og 353 dage (3. september 1962)  | 53 år og 140 dage (2. februar 1968)    | 3 år og 251 dage            | 22. juni 1978      | 63 år og 280 dage |
| 34   | Hilmar Baunsgaard              |                 | 26. februar 1920   | 47 år og 341 dage (2. februar 1968)    | 51 år og 227 dage (11. oktober 1971)   | 17 år og 264 dage           | 2. juli 1989       | 69 år og 126 dage |
| (33) | Jens Otto Krag                 |                 | 15. september 1914 | 57 år og 26 dage (11. oktober 1971)    | 58 år og 20 dage (5. oktober 1972)     | 5 år og 260 dage            | 22. juni 1978      | 63 år og 280 dage |
| 35   | Anker Jørgensen                | Anker Jørgensen | 13. juli 1922      | 50 år og 84 dage (5. oktober 1972)     | 51 år og 159 dage (19. december 1973)  | 2 år og 56 dage             | 20. marts 2016     | 93 år og 251 dage |
| 36   | Poul Hartling                  |                 | 14. august 1914    | 59 år og 127 dage (19. december 1973)  | 60 år og 183 dage (13. februar 1975)   | 25 år og 77 dage            | 30. april 2000     | 85 år og 260 dage |
| (35) | Anker Jørgensen                | Anker Jørgensen | 13. juli 1922      | 52 år og 215 dage (13. februar 1975)   | 60 år og 59 dage (10. september 1982)  | 33 år og 192 dage           | 20. marts 2016     | 93 år og 251 dage |
| 37   | Poul Schlüter                  |                 | 3. april 1929      | 53 år og 160 dage (10. september 1982) | 63 år og 297 dage (25. januar 1993)    | 28 år og 122 dage           | 27. maj 2021       | 92 år og 54 dage  |
| 38   | Poul Nyrup Rasmussen           |                 | 15. juni 1943      | 49 år og 224 dage (25. januar 1993)    | 58 år og 165 dage (27. november 2001)  | 23 år og 243 dage           | –                  | 82 år og 43 dage  |
| 39   | Anders Fogh Rasmussen          |                 | 26. januar 1953    | 48 år og 305 dage (27. november 2001)  | 56 år og 69 dage (5. april 2009)       | 16 år og 114 dage           | –                  | 72 år og 183 dage |
| 40   | Lars Løkke Rasmussen           |                 | 15. maj 1964       | 44 år og 325 dage (5. april 2009)      | 47 år og 141 dage (3. oktober 2011)    | 3 år og 268 dage            | –                  | 61 år og 74 dage  |
| 41   | Helle Thorning-Schmidt         |                 | 14. december 1966  | 44 år og 293 dage (3. oktober 2011)    | 48 år og 196 dage (28. juni 2015)      | 10 år og 30 dage            | –                  | 58 år og 226 dage |
| (40) | Lars Løkke Rasmussen           |                 | 15. maj 1964       | 51 år og 44 dage (28. juni 2015)       | 55 år og 43 dage (27. juni 2019)       | 6 år og 31 dage             | –                  | 61 år og 74 dage  |
| 42   | Mette Frederiksen              |                 | 19. november 1977  | 41 år og 220 dage (27. juni 2019)      |                                        |                             | –                  | 47 år og 251 dage |

## Ekstern henvisning
- Wikimedia Commons har flere filer relateret til Liste over Danmarks statsministre
- Statsministeriet